# ノーマン・スプラット
ノーマン・スプラット（Norman Channing Spratt、1885年 - 1944年6月28日）は南アフリカ生まれで、イギリス陸軍航空隊のパイロットである。ロイヤル・エアクラフト・ファクトリーでテストパイロットを務め、速度記録や高度記録を樹立した。
南アフリカのダーバンで生まれた。ズールー人のバンバータの反乱ではナタールの砲兵隊に参加した。1912年10月22日、王立飛行クラブから飛行士免許を取得した。ロイヤル・エアクラフト・ファクトリーでテストパイロットを務め、ファーンボロ飛行場で1913年12月7日には、RAF B.E.2で事故を起こすが、無事であった。1914年5月14日、翼幅を拡大するなどの高度飛行用に改造されたRAF B.E. 5偵察機で18,900 ftのイギリスの高度記録を樹立した。1914年6月4日、RAF S.E.4で134.5 mphの速度記録を樹立した。
1925年に大英帝国勲章（OBE）を受勲した。その後もイギリス空軍で働いたが、1944年病死した。